# Automeris micheneri
Automeris micheneri är en fjärilsart som beskrevs av Lemaire 1966. Automeris micheneri ingår i släktet Automeris och familjen påfågelsspinnare. Inga underarter finns listade i Catalogue of Life.